# Miranda (Trujillo)
Pour les articles homonymes, voir Miranda.
Miranda est l'une des vingt municipalités de l'État de Trujillo au Venezuela. Son chef-lieu est El Dividive. En 2011, la population s'élève à 21 305 habitants.

## Géographie

### Subdivisions
La municipalité est divisée en cinq paroisses civiles avec, chacune à sa tête, une capitale (entre parenthèses) :
- Agua Caliente (Agua Caliente) ;
- Agua Santa (Agua Santa) ;
- El Cenizo (El Cenizo) ;
- El Dividive (El Dividive) ;
- Valerita (Valerita).